# Emmenosperma pancherianum
Espèce
Statut de conservation UICN

 VU A2ce : Vulnérable
Emmenosperma pancherianum est une espèce de plantes à fleurs de la famille des Rhamnaceae. C'est un arbuste endémique de la forêt sclérophylle en Nouvelle-Calédonie. C'est la seule espèce du genre Emmenosperma. L'espèce a été découverte en Australie récemment et devrait perdre son statut d'endémique.

## Description morphologique

### Dimensions
Emmenosperma pancherianum mesure au maximum 3 mètres de haut et fait le plus souvent autour de 1,5 mètre.

### Port
Cette plante est un arbrisseau au branchage très ramifié  puis un petit arbuste voir un petit arbre avec l'âge.

### Feuilles
Les feuilles sont petites (5 cm de long) et de forme bien arrondie. Elles sont de couleur vert foncé et sont vernissées sur le dessus. Elles sont épaisses et dures. Leur position sur les branches n’est pas symétrique, ce qui donne un aspect touffu à la plante.

### Fleurs
Les fleurs sont petites, blanches et passent facilement inaperçues.

### Fruits
Les fruits sont petits et allongés (4 mm de long sur 3 mm de large). Ils ont une couleur rouge vif brillant et sont comme suspendus au bout d’un long pédicelle. On lui a donné le nom de 'houx calédonien' de ce fait.

### Écorce
L'écorce est de couleur brun clair et se décape légèrement en surface par petits lambeaux.

## Distribution

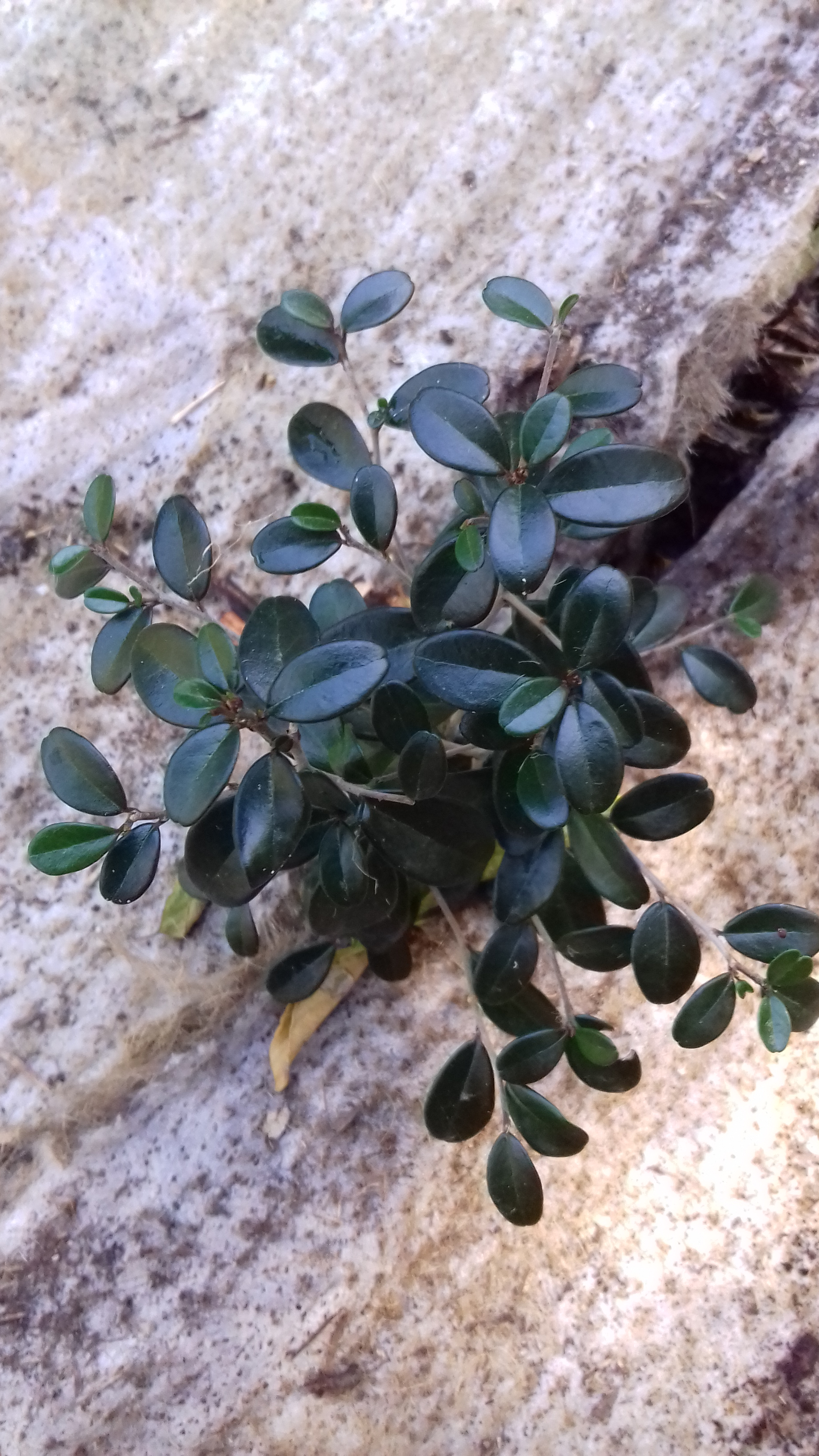
Rejeton d' Emmenosperma pancherianum photographié au Ouen Toro.

L'espèce peut être trouvée en forêt sèche et en forêt côtière sur l'îlot Leprédour, sur la Pointe Maa, ainsi qu'en populations réduites dans la région de Nouméa (Ducos, Ouen Toro, Montravel, Nouville, Tina), à Deva, Pindaï, Nékoro, ainsi qu'à Koumac en bord de mer. On la trouve jusqu'à 300 m d'altitude.
Largement concentrée sur la région de Nouméa, cette espèce demeure sous la menace de l'urbanisation de cette zone. L'UICN estime qu'autrefois, elle devait longer la côte ouest de la Grande Terre sans discontinuer.

## Statut de conservation
Depuis 1998, l'espèce est considérée comme vulnérable par l'UICN.